# Ostfriesische Meere

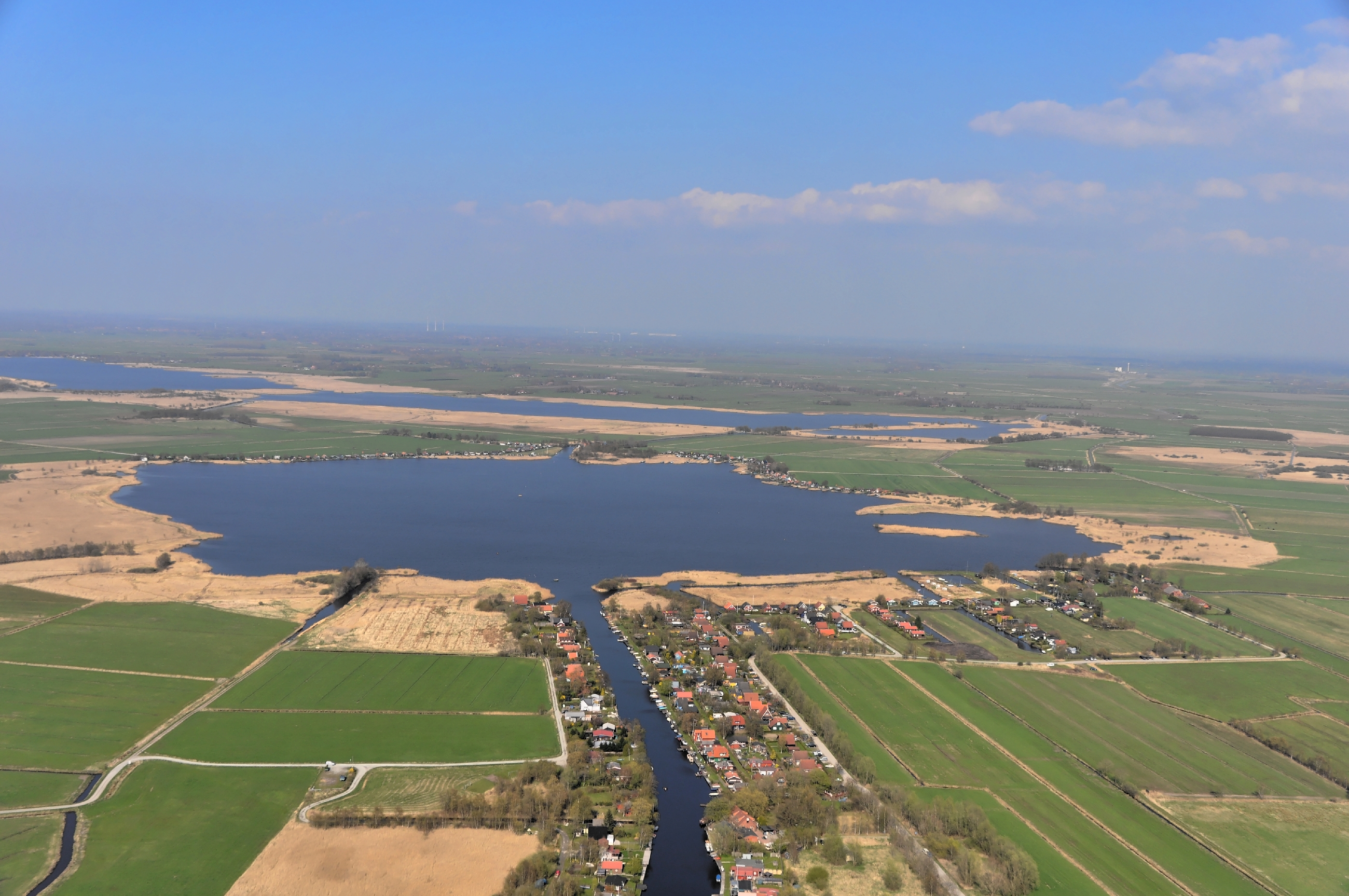
Blick über das Vogelschutzgebiet. Vorn die Hieve (Kleines Meer), weiter hinten das Große Meer.

Ostfriesische Meere ist ein mit Verordnung vom Juni 2001 ausgewiesenes Europäisches Vogelschutzgebiet (Schutzgebietkennung DE 2509-401). Es liegt im Landkreis Aurich sowie auf dem Gebiet der Stadt Emden in Niedersachsen.

## Beschreibung des Gebietes

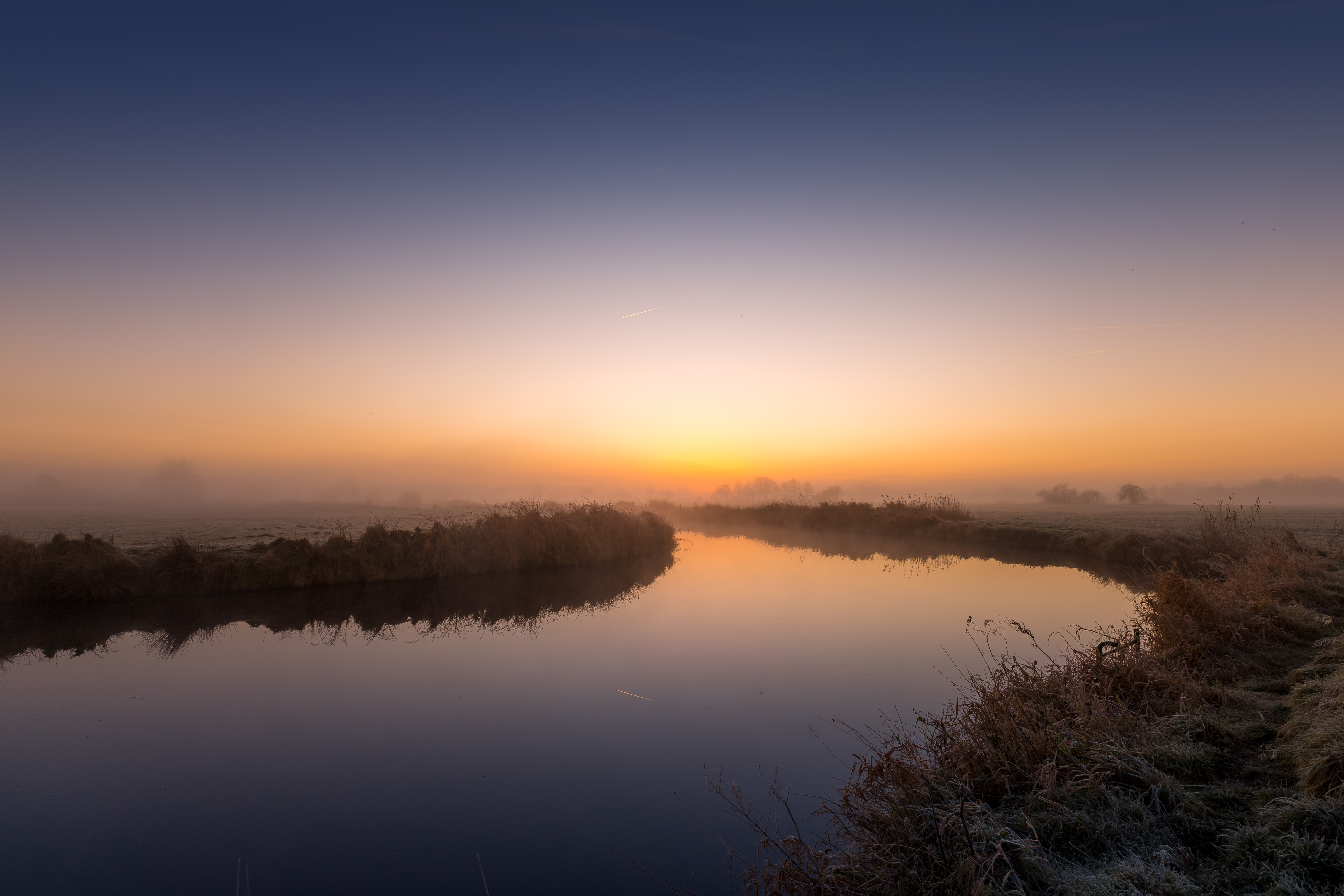
Die Wiegboldsburer Riede fließt durch das Gebiet

Das Schutzgebiet ist ein insgesamt 59,22 Quadratkilometer großes Niederungsgebiet im Naturraum Emsmarschen und Ostfriesische Geest mit überwiegend entwässertem Marschengrünland und den namensgebenden Meeren Großes Meer, Loppersumer Meer sowie Kleines Meer. Es steht in „enger ökologischer Beziehung zu den benachbarten Vogelschutzgebieten“ Krummhörn, Westermarsch, Rheiderland und Emsmarsch und ist zugleich Projektgebiet des LIFE+ Natur Projektes „Wiesenvögel“. Das FFH-Gebiete 004 „Großes Meer, Loppersumer Meer“ und teilweise auch das FFH-Gebiet 183 „Teichfledermaus-Gewässer im Raum Aurich“ sind Teil des Schutzgebietes. Als untere Naturschutzbehörden sind der Landkreis Aurich und die Stadt Emden für das Gebiet zuständig.
Es besteht aus zwei räumlich getrennten Teilen nordöstlich von Emden. Der südliche, bereits 1983 als Besonderes Schutzgebiet ausgewiesene Teil liegt unmittelbar nördlich des Ems-Jade-Kanals zwischen Emden und Georgsheil und erstreckt sich bis in die Nähe der Bundesstraße 210. Mit der Ausweisung als Europäisches Vogelschutzgebiet kam im Juni 2001 noch eine weitere Fläche hinzu. Diese liegt beiderseits des Abelitz-Moordorf-Kanals nördlich von Bundesstraße und der sie begleitenden Bahntrasse. Die Siedlungsbereiche sind aus dem Vogelschutzgebiet ausgenommen. Die namensgebenden Meere sind drei flachen Binnenseen, die sich durch großflächige Sumpf- und Verlandungsbereiche mit ausgedehnten Schilfröhrichten auszeichnen. Die angrenzende Niederung wird überwiegend als Intensivgrünland genutzt. Sie liegt teilweise unter Normalnull und muss über Schöpfwerke entwässert werden. Die Flächen werden intensiv bewirtschaftet, höher gelegene Flächen werden auch als Acker genutzt.

## Schutzzweck
Genereller Schutzzwecke sind der „Erhalt des offenen Grünlandes und Förderung extensiver Grünlandbewirtschaftung“, die „Förderung der Extensivierung der Grabenunterhaltung im Grünland“, das „Wiederherstellen möglichst naturnaher Wasserstände (verbesserte Wasserrückhaltung, Winterüberflutung)“, der „Erhalt der ausgedehnten Röhricht- und Schilfzonen“, die „Reduktion von Störungen wertbestimmender Arten, zum Beispiel durch Freizeit- und Erholungsnutzung oder Jagd“ sowie der „Verzicht auf Errichtung baulicher Anlagen mit Störwirkung“.

## Geschichte
Der Kernbereich der „Ostfriesischen Meere“ wurde 1983 als Besonderes Schutzgebiet (BSG) gemäß Art. 4 EU-Vogelschutzrichtlinie (79/409/EWG) ausgewiesen. Mit der Ausweisung als Europäisches Vogelschutzgebiet wurde das Gebiet im Juni 2001 um Areale nördlich der Bundesstraße erweitert.

## Flora und Fauna

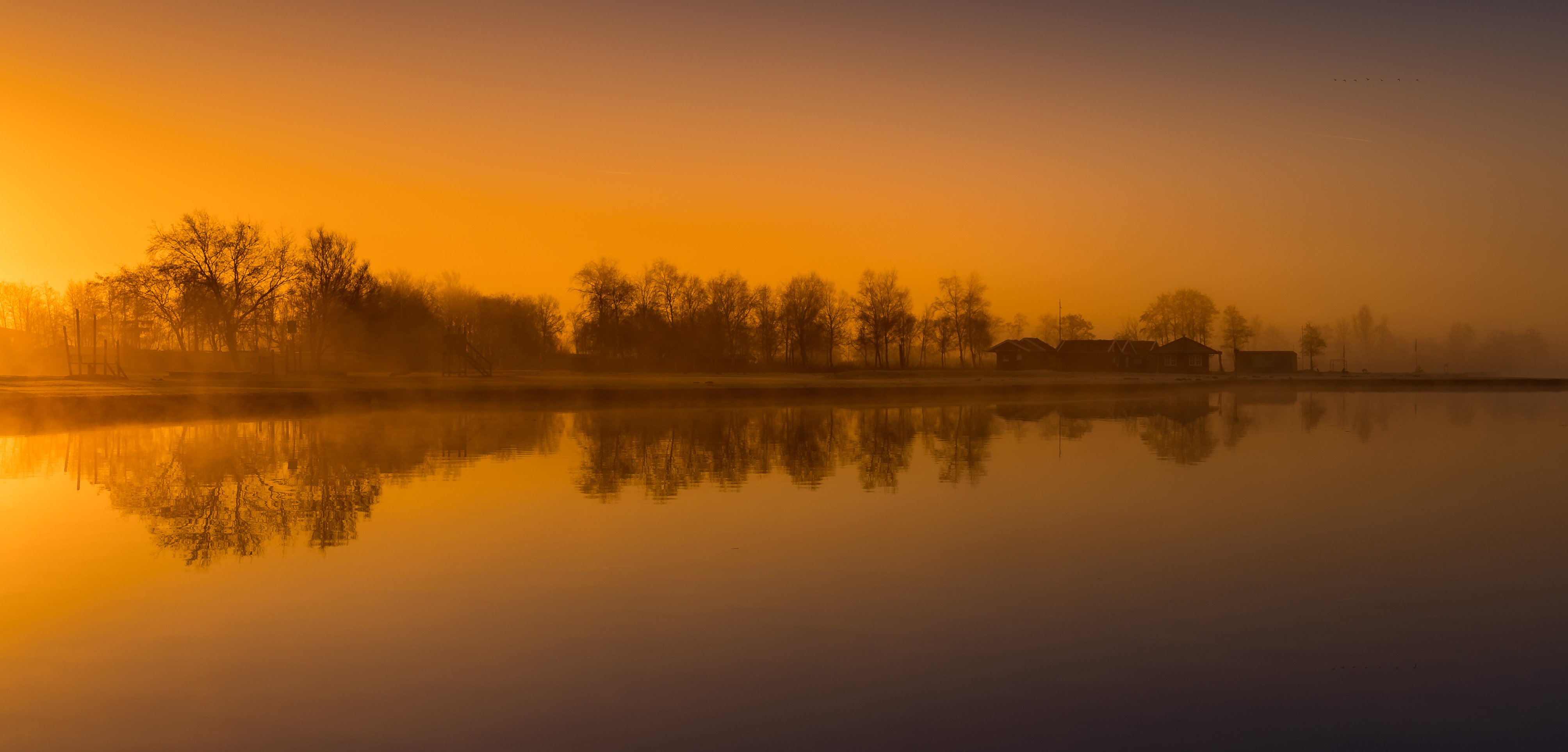
Uferzone des Großen Meeres

Mit seinen ausgedehnte Schilf- und Röhrichtgürteln, den Verlandungszonen und den angrenzenden (Feucht-)Grünländern mit Pfeifengraswiesen ist das Schutzgebiet ein bedeutendes Rast- und Überwinterungsgebiet zahlreicher Vogelarten. Die Flora ist durch Feucht- und Nassgebüsche, Schilfröhrichte und typische Grünlandpflanzen geprägt.
Als Brutvögel leben Bekassine, Feldlerche, Kiebitz, Kornweihe, Löffelente,  Rohrweihe, Schilfrohrsänger, Sumpfohreule, Uferschnepfe, Weißsterniges Blaukehlchen, Weißstorch und Wiesenweihe in dem Gebiet. Als Gastvögel kommen Blessgans, Goldregenpfeifer, Graugans und Nonnengans vor. Die genannten Arten waren bei der Auswahl des Gebietes nach Art. 4 (Abs. 1 und 2) der Vogelschutzrichtlinie maßgeblich. Darüber hinaus wurden Tüpfelsumpfhuhn, Flussseeschwalbe, Haubentaucher, Höckerschwan, Brandgans, Schnatter-, Krick-, Stock-, Knäk- und Reiherente, Wasserralle, Austernfischer, Großer Brachvogel, Rotschenkel, Uferschwalbe, Braunkehlchen, Steinschmätzer, Rohrschwirl und Saatkrähe im Bereich der Ostfriesischen Meere gesichtet. Auch sie werden in Anhang I der Vogelschutzrichtlinie der EU als Vogelarten aufgeführt, für deren Schutz besondere Maßnahmen ergriffen werden müssen.
Die Uferzonen der Ostfriesischen Meere dienen röhrichtbewohnenden Arten wie Rohrweihe, Schilfrohrsänger und Blaukehlchen sowie auf Flachwasserzonen angewiesene Entenarten wie die Löffelente als Brutgebiet. Kiebitz, Bekassine und Uferschnepfe brüten auf den Wiesen der angrenzenden Feuchtgrünlandflächen. Darüber hinaus ist die Niederung ein wichtiges Nahrungsgebiet für im Umfeld brütende Weißstörche und Wiesenweihen und in manchen Jahren auch Brutgebiet für Kornweihe und Sumpfohreule.